# Шордитч
Шордитч (англ. Shoreditch) — район в Ист-Энде Лондона в Англии, образующий южную часть лондонского района Хакни. Соседние части Тауэр-Хамлетс также воспринимаются как часть этого района.
В XVI веке Шордитч был важным центром Елизаветинского театра, и с тех пор он стал важным развлекательным центром. Сегодня здесь расположено множество пабов, баров и ночных клубов.
Большинство коммерческих кварталов расположены ближе всего к лондонскому Сити и вдоль шоссе A10, остальные в основном жилые.

## Топонимика
Ранние варианты написания имени включают Соредич (англ. Soredich) (около 1148 г.), Соресдик (англ. Soresdic) (1183-1184 гг.), Сордиг (англ. Sordig) (1204 г.), Шоресдич (англ. Schoresdich) (1220-1221 гг.) и другие варианты.
Топонимисты в целом согласны с тем, что название происходит от древнеанглийского — скорадический (англ. scoradīc), то есть шордитч — это берег реки или выступающий склон;
но существуют разногласия относительно идентичности берега, о котором идет речь. Предположение, высказанное Эйлертом Экваллом в 1936 году, что канава, возможно, вела к берегу реки Темзы является распространенным мнением. Другие ученые, однако, оспорили эту интерпретацию на том основании, что лондонский Сити находится между Шордитчем и Темзой.
Вариант написания, использованный Джоном Стоу в 1598 году, Sewers Ditche (Канализационные канавы), повышает вероятность того, что название первоначально могло относиться к дренажу или водотоку.
Несомненно, когда-то этот район был заболоченным, и название может иметь некоторое отношение к главному ответвлению реки Уолбрук, которая берет начало в Хокстоне, протекает вдоль того, что сейчас называется Карниз-роуд, мимо бывшего театра Curtain Theatre. Река была известна в этой местности как Глубокая канава (англ. Deepditch),
Затопляемая канава (англ. Flood Ditch) или просто Канава (англ. Ditch).
Народная этимология гласит, что первоначально это место было названо Канава Шор (англ. Shore's Ditch) в честь Джейн Шор, любовницы Эдуарда IV Английского, которая, как предполагается, умерла или была похоронена в канаве в этом районе. Эта легенда увековечена сегодня большой картиной в библиотеке филиала Хаггерстона, изображающей тело Шор, извлеченное из канавы, и рисунком на глазурованной плитке в магазине на Шордитч-Хай-стрит, изображающим ее встречу с Эдуардом IV.
Однако этот район был известен как Шордитч задолго до того, как жила Джейн Шор: например, в Survey of London (Обзоре Лондона) перечислено около 26 документов, датируемых периодом между 1148 и 1260 годами, в которых используется некоторая версия названия.
В другой теории, также ныне дискредитированной, антиквар Джон Уивер утверждал, что название произошло от сэра Джона де Соердича, который был лордом поместья во время правления Эдуарда III Английского (1327—1377).

## История

### Истоки

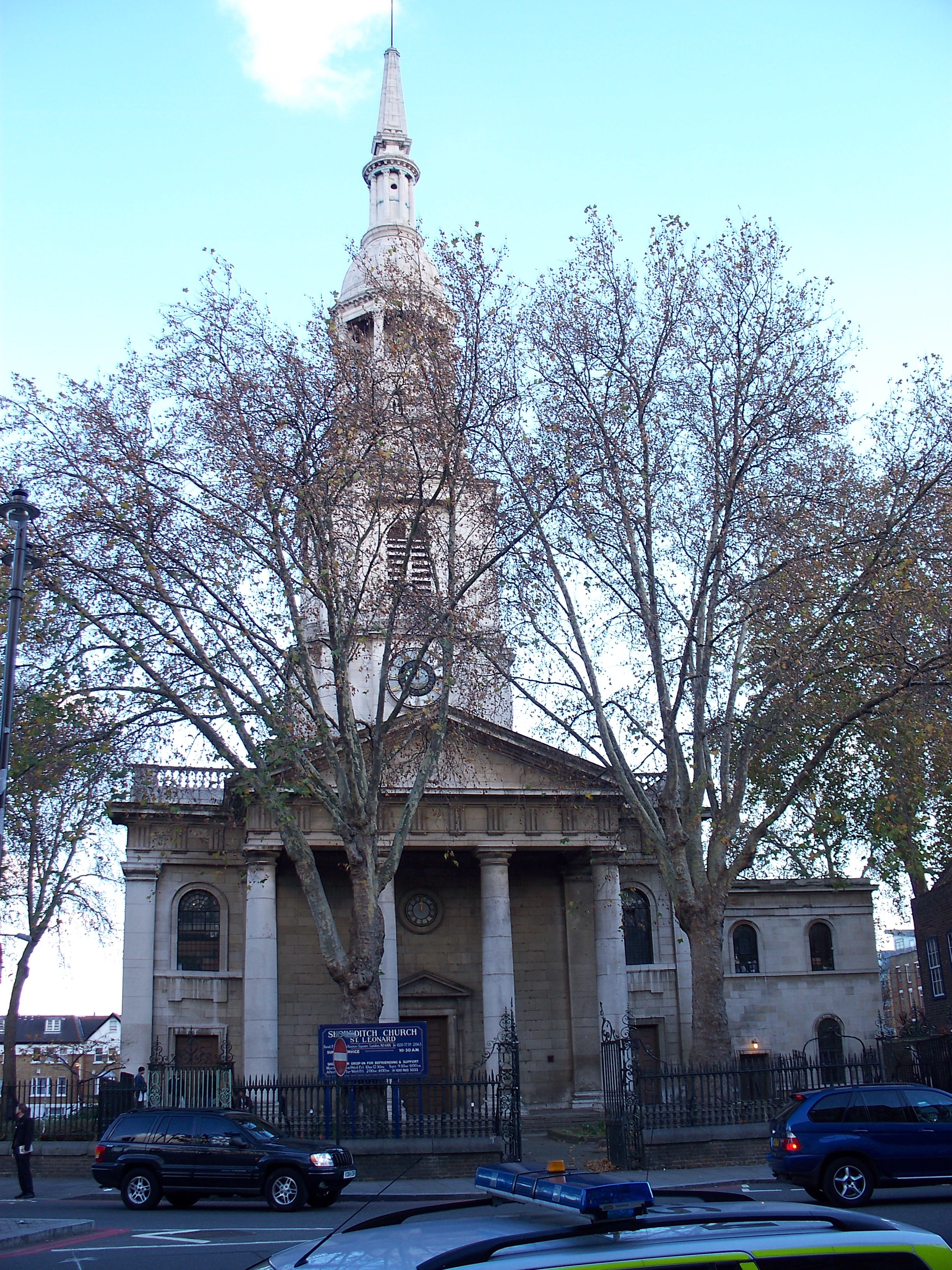
Церковь в Шордитче

Хотя сейчас Шордитч является частью Внутреннего Лондона, ранее он был пригородом лондонского Сити с центром у церкви Святого Леонарда на старом перекрестке, где улицы Шордитч-Хай-стрит и Кингсленд-роуд пересекают Олд-стрит и Хакни-роуд.
Шордитч-Хай-стрит и Кингсленд-роуд — это небольшой участок римской Эрмин-стрит и современной дороги А10. Известная также как Олд-Норт-роуд, она была основным туристическим маршрутом на север, выходившим из города через ворота района Бишопсгейт. Направление Олд-стрит — Хакни-роуд с востока на запад, вероятно, также первоначально было римской дорогой, соединявшей Силчестер с Колчестером, минуя лондонский Сити с юга.
Церковь Шордитч (официально известная как церковь Святого Леонарда в Шордитче) имеет древнее происхождение. Её упоминают в знаменитой строчке «when I grow rich say the bells of Shoreditch» (когда я стану богатым, об этом возвестят колокола Шордитча) из английского детского стишка «Апельсины и лимоны».
Шордитч был местом расположения дома канонисс, августинцев и приората Холиуэлл (названного в честь святого колодца на этом месте), с 12 века до его роспуска в 1539 году. Этот монастырь располагался между Шордитч-Хай-стрит и Куртин-роуд на востоке и западе, а также Бейтманс-роуд и Холиуэлл-лейн на севере и юге. Сегодня от него ничего не осталось.

### Шекспир и Елизаветинский театр

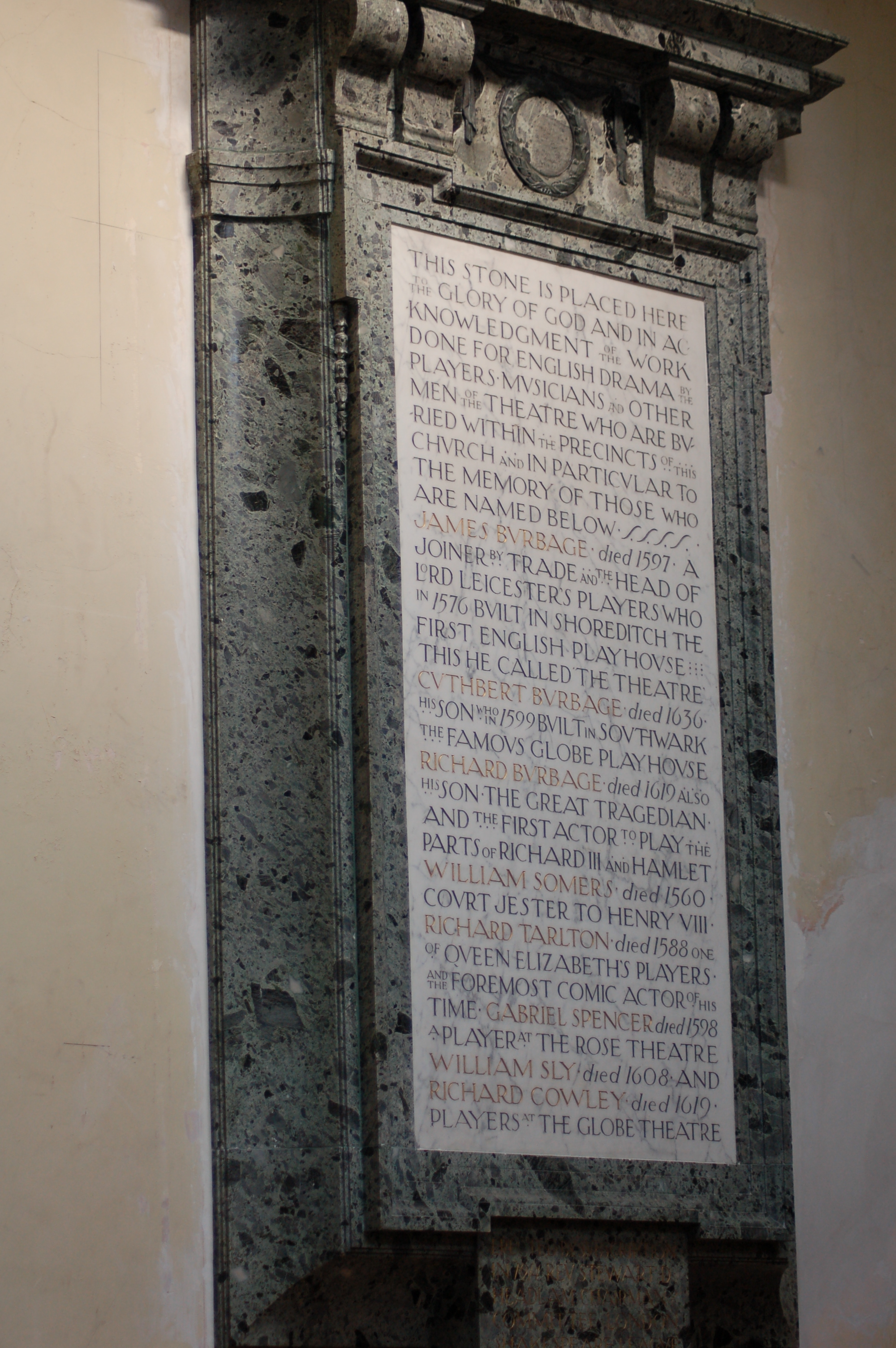
Мемориал актерам елизаветинской эпохи, похороненным в церкви Святого Леонарда в Шордитче

В 1574 году городские власти запретили строительство театров в районе лондонского Сити, в результате чего театры были построены в пригородах, за пределами его юрисдикции.
В 1576 году Джеймс Бёрбедж построил первый театр в Англии, известный как «Театр», на месте монастыря (раскопанного в 2008 году при поддержке лондонского археологического музея и отмеченного сегодня мемориальной доской на Куртин-роуд).
Уильям Шекспир жил неподалеку в доме с видом на двор церкви Святой Елены в районе Бишопсгейт. Его ранние пьесы были впервые поставлены в «Театре» Шордитча, и в соседнем театре «Curtain Theatre», построенном в следующем году в 183 метрах к югу (место отмечено памятной доской на Хьюитт-стрит рядом с Куртин-роуд). «Ромео и Джульетта» впервые была исполнена здесь, получив аплодисменты под занавес, пьеса «Генрих V» была исполнена в рамках this wooden O (дословно «Это деревянное О» — цитата из пьесы «Генрих V» Шекспира, отсылка к форме самого театра «Глобус»: круглый театр, построенный из дуба (англ. oak — дуб начинается с буквы «о»).), ранняя версия «Гамлета» также была впервые поставлена в Шордитче. Труппа Шекспира перевезла бревна «Театра» в Саутуорк по истечении срока аренды в 1599 году, чтобы построить театр «Глобус». Театр «Curtain Theatre» продолжал ставить пьесы в Шордитче по крайней мере до 1627 года.

Пригород Шордитча был привлекательным местом для таких ранних театров, потому что, как и Саутуорк, он находился вне юрисдикции пуританских отцов города. Тем не менее, они навлекли на себя гнев современных моралистов, как локальные 
низкопробные жилища и дома разврата, где огромное количество распутных, распущенных и наглых людей, укрывающихся в таких и подобных им шумных и беспорядочных домах, а именно в бедных коттеджах и жилищах нищих и людей без профессии, конюшнях, постоялых дворах, пивных, тавернах, садовых домиках, превращенных в жилища, обычных заведениях, домах для игры в кости, боулинга и публичных домах

### 17-й и 18-й века
В 17-м веке богатые торговцы и французские гугеноты ткачи шелка переехали в этот район, основав текстильную промышленность с центром на юге вокруг Спиталфилдса. К 19-му веку Шордитч также был центром мебельной промышленности, этот факт ныне увековечен в музее «Джеффри» на Кингсленд-роуд. Эти отрасли промышленности пришли в упадок в конце 19-го века.

### Викторианские развлечения

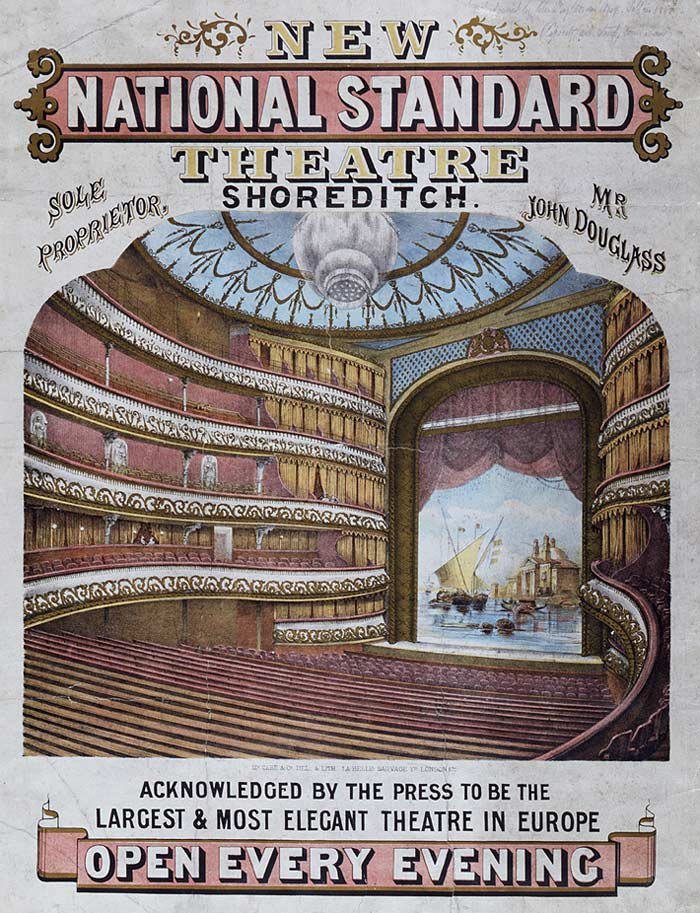
Афиша 1867 года из театра «National Standard»

В 19-м и начале 20-го веков Шордитч был центром развлечений, соперничавшим с Вест-Эндом Лондона, и имел множество театров и мюзик-холлов.:
- театр «National Standard», Шордитч-Хай-стрит 2/3/4, (1837—1940). В конце 19-го века это был один из крупнейших театров Лондона. В 1926 году он был переоборудован в кинотеатр под названием «New Olympia Picturedrome». Здание было снесено в 1940 году. Здесь выступали Симс Ривз, миссис Марриотт и Джеймс Андерсон; также были представлены программы классической оперы и даже Шекспира с участием актеров, включая Генри Ирвинга. Существовало значительное соперничество с театрами Вест-Энда. Джон Дуглас (владелец с 1845 года) написал письмо в газету «Era» после премьеры королевского театра «Друри-Лейн», в котором прокомментировал, что видя, что в новой драме на Друри-Лейн используется кеб, я осмеливаюсь заявить, что в моей драме использовался кеб, запряженный живой лошадью... поставлено в театре "Стандард"... с настоящим дождем, настоящим наводнением и настоящим воздушным шаром[26]

- театр «Shoreditch Empire», также известный как лондонский мюзик-холл, расположенный на Шордитч-Хай-стрит 95-99 (1856—1935). Театр был перестроен в 1894 году Фрэнком Мэтчемом, архитектором театра «Hackney Empire». Чарли Чаплин был записан как выступавший здесь в свои ранние годы, до того, как он достиг известности в Америке[27]. Приобретен в 1934 году соседним предприятием по производству драпировок Jeremiah Rotherham & Co и перестроен под склад[28].
- королевский кембриджский мюзик-холл, Коммершиал-стрит 136 (1864—1936), был разрушен пожаром в 1896 году, затем восстановлен в 1897 году Финч-Хиллом, архитектором театра «Britannia», в соседнем Хокстоне. В бизнес журнале «Builder» (позднее переименованном в «Building»[англ.]) от 4 декабря 1897 года говорилось: Строительство нового Кембриджского мюзик-холла на Коммершиал-стрит в Бишопсгейт, в настоящее время близится к завершению. Сцена будет иметь ширину 12.5 меров и глубину 9.1 метров. Помещения будут отапливаться с помощью змеевиков с горячей водой, и будет предусмотрено освещение дома электрическим светом

Ни одно из этих увеселительных заведений не сохранилось до наших дней. Мюзик-холл был возрожден на короткое время на Куртин-роуд временным строением, как мюзик-холл «Brick Lane». Несколько афиш и плакатов из этих мюзик-холлов сохранились в коллекциях как Бишопсгейтского института, так и музея Виктории и Альберта.

### Первая мировая войнаи приятели Шордитча
Во время Первой мировой войны в столичном округе Шордитч был сформирован батальон приятелей, добровольцев со всего округа, которые служили вместе в составе 20-го (Шордитчского) батальона, Мидлсекского полка (личный полк герцога Кембриджского). Мидлсекский полк, к которому принадлежал батальон, получил прозвище «Несгибаемый». Большую часть своего пребывания на передовой подразделение было прикомандированно к 118-й бригаде, входящей в состав 39-й дивизии. Батальон участвовал во многих действиях на Западном фронте в 1916-18 годах.

### Перед войной
«Syd's coffee stall» (Кофейный ларек Сида) был основан на Калверт-авеню в 1919 году и непрерывно работал до 2019 года.
Киностудии Гейнсборо располагались в здании бывшей электростанции на Пул-стрит у Риджентс-канала. Киностудии работали там с 1924 года, пока не пришли в упадок и не закрылись в 1951 году.

### БомбёжкиВторой мировой войны
Шордитч подвергся сильной бомбардировке во время Второй мировой войны, в результате чего погибло как минимум 495 его мирных жителей. На этот район было сброшено по меньшей мере 279 фугасных бомб, 6 парашютных мин, 7 ракет «дудлбагс» V-1, 2 ракеты V-2 и многие тысячи зажигательных устройств весом до 1 кг. На месте разрушеного жилья и промышленных объектов, вызванного разрывом двух ракет V-2, были разбиты Шордитч-парк и Хаггерстон-парк.

### Упадок
Послевоенный Шордитч постепенно пришел в упадок, в том числе текстильная и мебельная промышленность, столкнувшиеся с конкуренцией в других местах. Ситуация также усугублялась обширным разрушением жилищного фонда во время Блицкрига Второй мировой войны и незначительной перепланировкой в послевоенный период. В 1970 году тогдашним Лондонским транспортным советом в исследовании лондонской железной дороги, в качестве следующего проекта после завершения линии «Виктория» и линии «Флит» (ныне «Юбилейная линия») планировалась линия метро с юго-запада на северо-восток (линия «Челси-Хакни»), если бы она была построена, у нее была бы новая станция метро рядом с церковью Шордитч.

### Современные тенденции развития

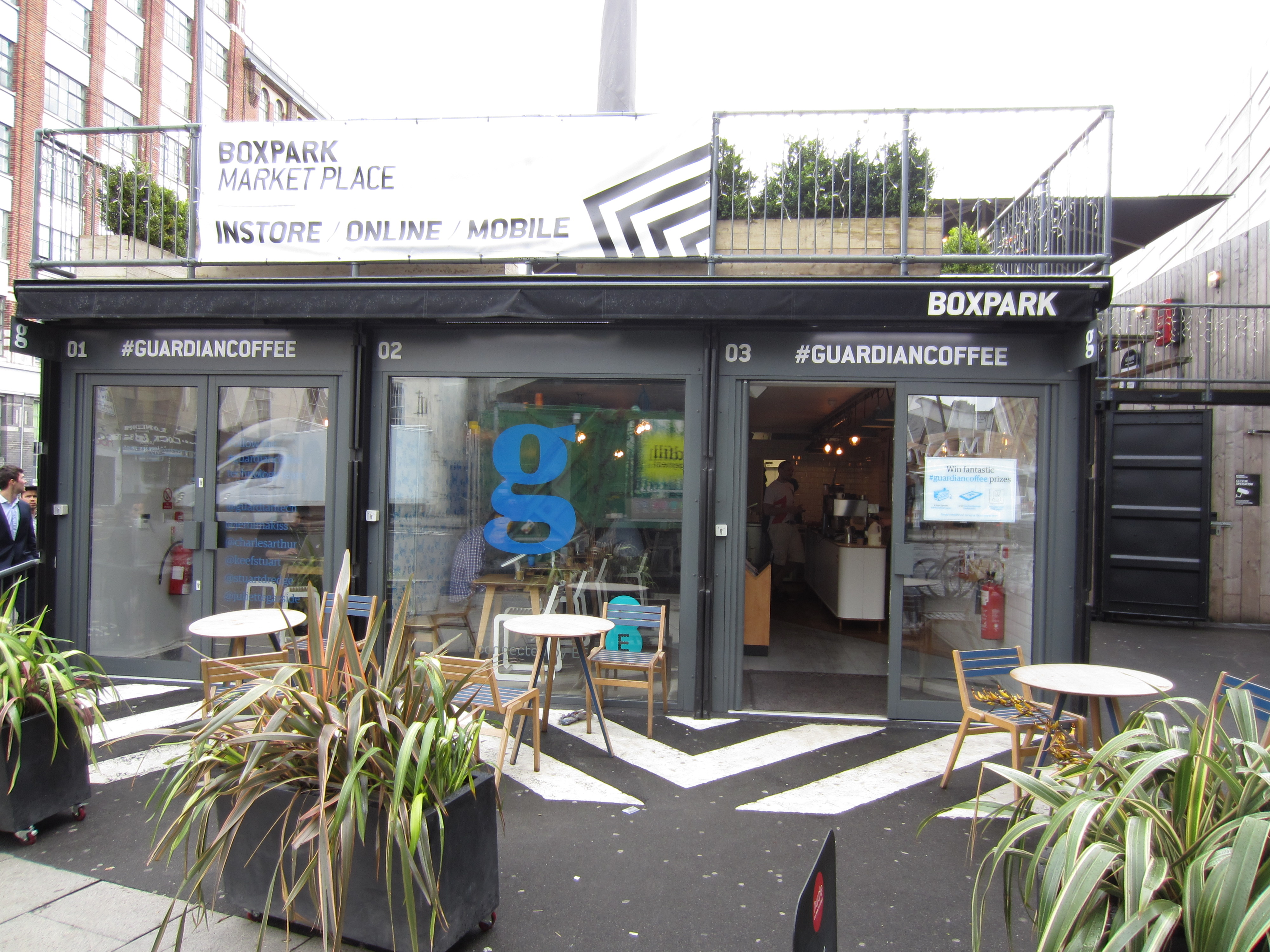
Кофейня в Бокспарке Шордитч

В середине 1960-х годов главные улицы Шордитча (Олд-стрит, Шордитч-Хай-стрит и Карниз-роуд, Грейт-Истерн-стрит) были объединены в 1.5 км одностороннюю систему, которая стала ассоциироваться с пробками на дорогах, плохими условиями для пеших и велосипедных прогулок, высокими скоростями, высокой частотой аварий и задержками автобусного сообщения. Круговое движение стало рассматриваться как: «главный фактор, сдерживающий культурное возрождение Южного Шордитча» и «препятствие на пути восстановления экономики». После длительной кампании, тогда только что образованный орган местного самоуправления Transport for London (Транспорт для Лондона) согласился перевести большинство улиц на двустороннее движение, проект, который был завершен в конце 2002 года.

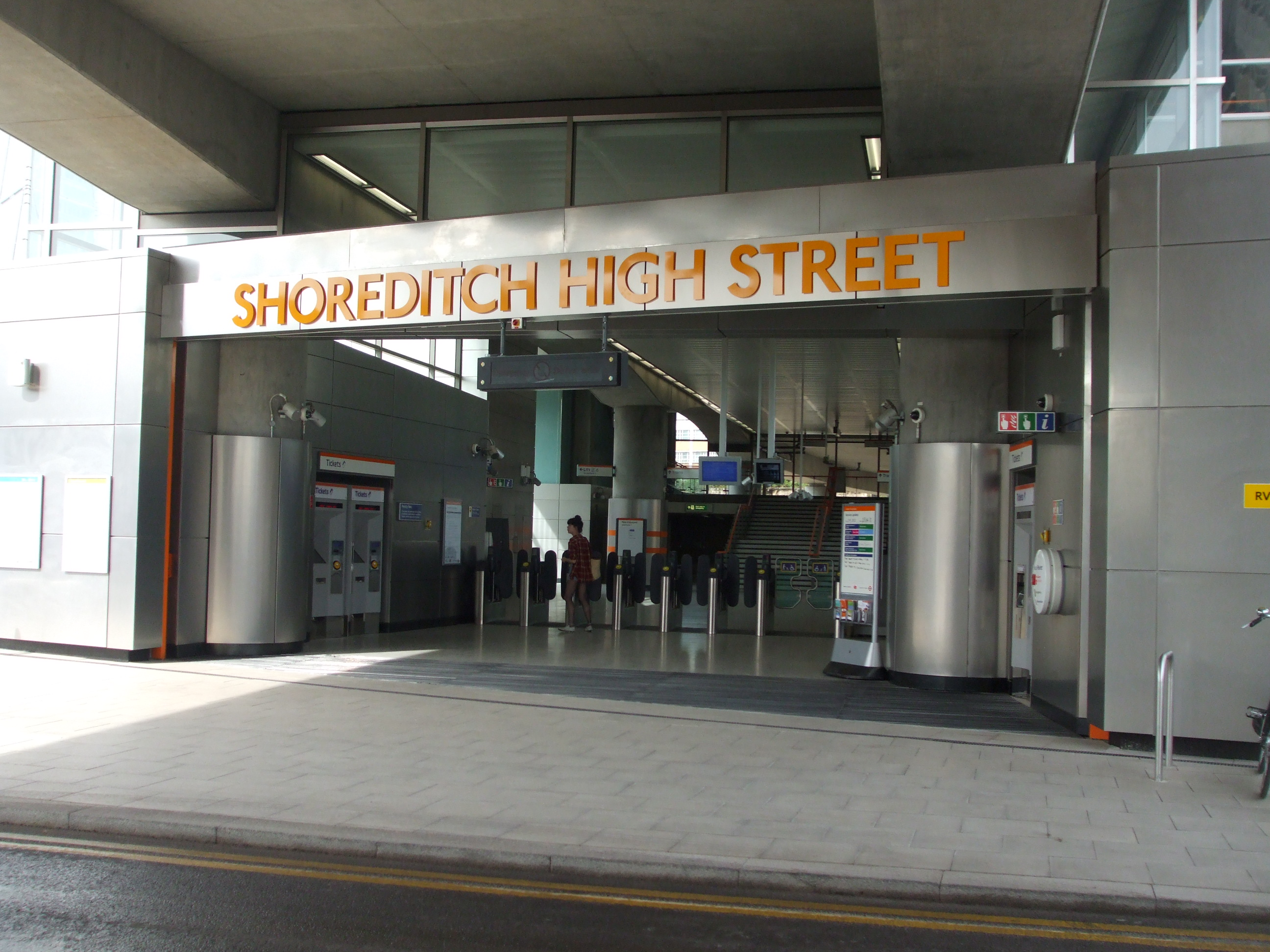
Железнодорожная станция «Шордитч-Хай-стрит»

В 2005 году было объявлено о финансировании проекта расширения транспортной линии «Восточный Лондон», предполагающей бывшую часть подземного метро на данном участке сделать надземным метро, чтобы продлить существующую линию от станции метро «Уайтчепел», в обход нереализованного проекта станции метро «Шордитч», и создать новую железнодорожную станцию «Шордитч-Хай-стрит» ближе к центру Шордитча. В настоящее время станция входит в систему лондонского наземного метро на части территории старого бишопсгейтского товарного двора впоследствии преобразованного в бишопсгейтский железнодорожный вокзал, который был снесен в 2004 году.
В 2006 году местный орган власти Городской совет Тауэр-Хэмлетс внес предложение о передаче участка недвижимости Boundary Estate жилищной ассоциации с последующей модернизацией жилья на нём. Архитекторы бюро Sprunt Architects провели полную реконструкцию одного из блоков жилого комплекса Iffley House, чтобы продемонстрировать чего можно достичь, но предложение было отклонено голосованием арендаторов в ноябре того же года. В 2014 году Boundary Estate и близлежащий район перешли под юрисдикцию Форума Сообщества Ист-Шордитч. Свой статус форум утратил 5 февраля 2019 года, но истечение срока действия не повлияло на обозначение района сообщества.
Совсем недавно, во время второго бума «доткомов», и этот район, и Олд-стрит стали популярны среди лондонских компаний, занимающихся веб-технологиями, которые стали размещать свои головные офисы в районе East London Tech City  . К ним относятся Last.fm, Dopplr, Songkick, SocialGO и 7digital. Эти компании, как правило, располагаются поблизости от кольцевой развязки Олд-стрит, что привело к появлению термина Silicon Roundabout (Силиконовая кольцевая развязка) для описания этого района, который использовал премьер-министр Дэвид Кэмерон в своей речи в ноябре 2010 года.
В результате название Шордитч стало синонимом концепции современной hipsterfication (хипстерификации) возрожденных городских районов. Как пионер среди подобных преобразований по всей Великобритании, были придуманы различные выражения, от Shoreditchification (шордитчификации) до Very Shoreditch (очень шордитчского).

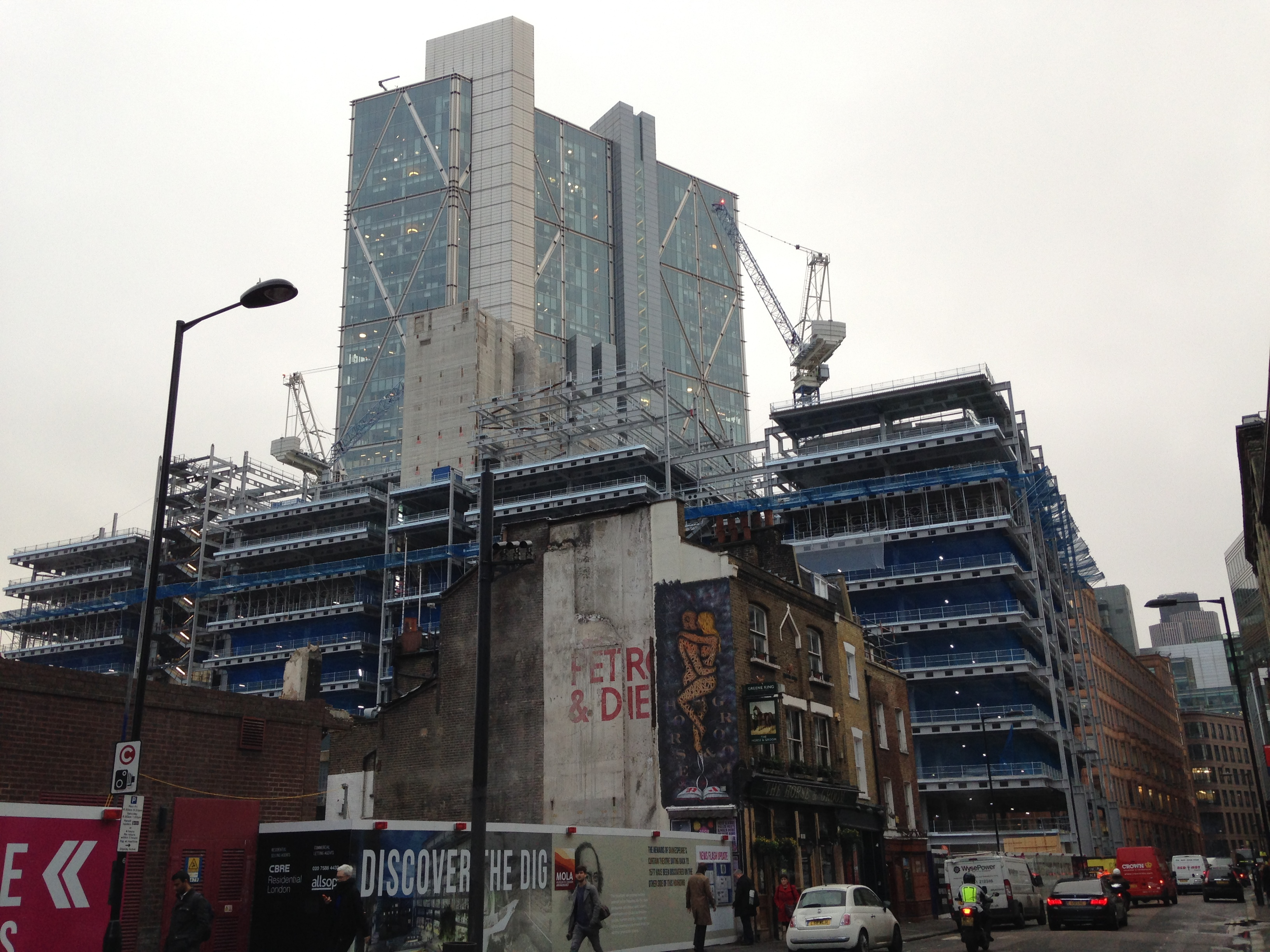
Южный-Шордитч проходит реконструкцию в 2015 году

Южный Шордитч претерпел огромные преобразования. В этой части района, граничащей с лондонским Сити, было снесено несколько пяти- и шестиэтажных зданий. На их месте постепенно будет возводиться несколько небоскребов, отражающих архитектурные стили города. В результате строительства в Шордитче будет доступно для продажи больше жилых единиц, чем было построено в олимпийской деревне «Ист-Виллидж». Одним из знаковых объектов района является небоскреб Principal Tower на Уоршип-стрит, спроектированный архитекторами Foster and Partners, а рядом с ним находится 15-ти этажный офисный комплекс Principal Place, также спроектированный Foster and Partners. В июле 2014 года сообщалось, что интернет-ритейлер Amazon был близок к подписанию договора аренды для переноса туда своей штаб-квартиры в Великобритании. Реализация проекта была приостановлена с января 2012 года, когда основной арендатор, юридическая фирма CMS Cameron McKenna, вышла из проекта. Вскоре после этого застройщик Hammerson продал свою долю в проекте Brookfield Office Properties.
Рассматривался вопрос о создании пересадки с центральной линией лондонского метрополитена между станцией «Ливерпуль-стрит» и станцией метро «Бетнал-Грин» на Шордитч-Хай-стрит, где линия проходит почти под станцией. Однако об этом нельзя было всерьез задумываться до завершения проекта Crossrail из-за крайней скученности на центральной линии в часы пик.
Лондонский наземный метрополитен начал курсировать по пятницам и субботам между перекрестком Далстон и воротами Нью-Кросс, когда поезда стали останавливаться на станции «Шордитч-Хай-стрит» с 15 декабря 2017 года.
Два дома рабочих-гугенотов на Клаб-роуд и на углу Редчерч-стрит, которые застройщики хотели снести, были спасены от сноса. Они были признаны представляющими особый исторический интерес, что обеспечило домам защиту от разрушения в 2019 году.

## География

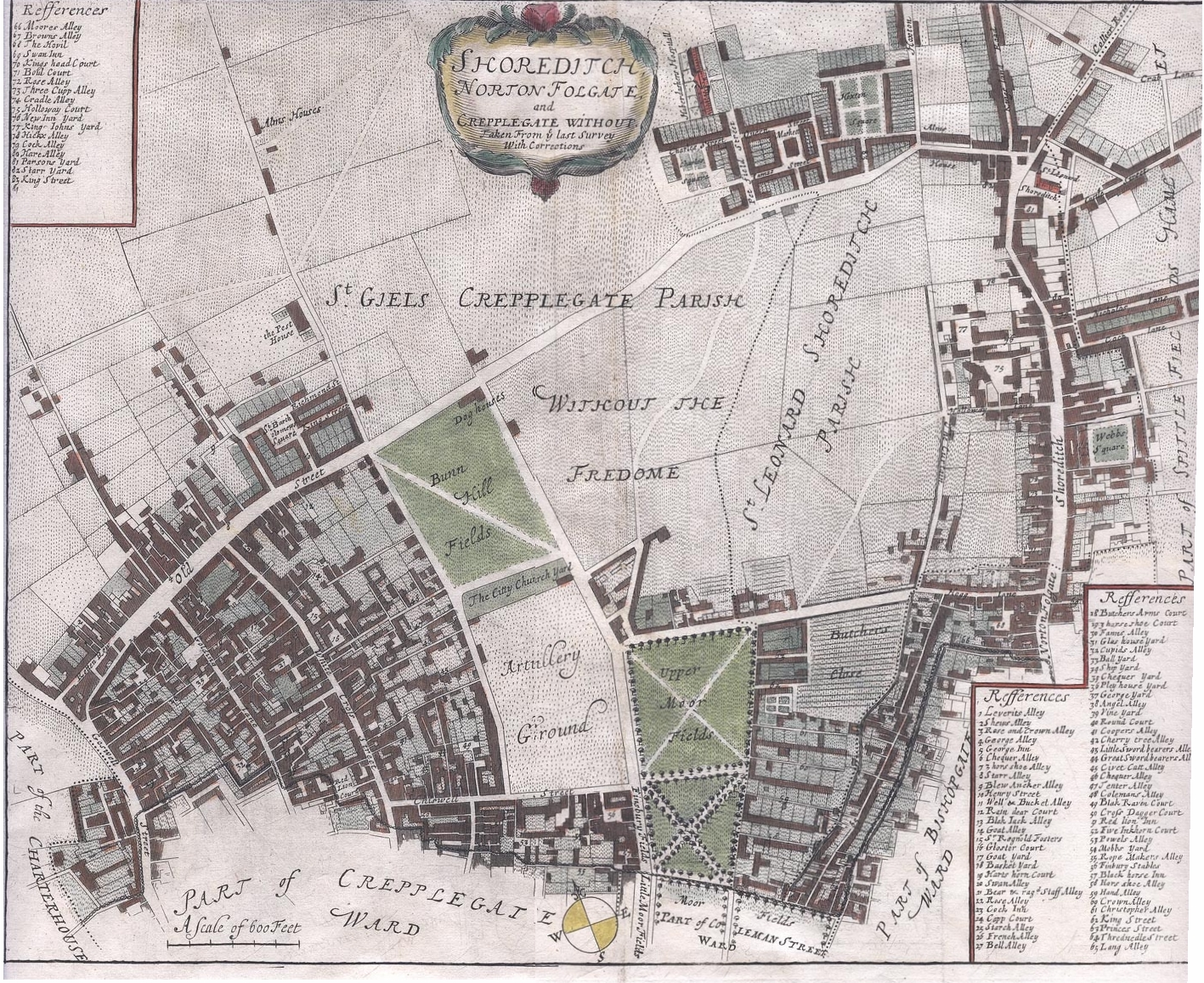
Шордитч и окрестности, 1755 год. Северо-восточная часть карты является частью прихода Шордитч

Шордитч занимает обширную территорию, но его историческое сердце находится к югу от Олд-стрит, вокруг Шордитч-Хай-стрит и церкви Святого Леонарда. Районы Хокстон и Хаггерстон исторически были его частью со времен средневековья и занимают северо-запад и северо-восток от Шордитча соответственно; однако их протяженность никогда официально не определялась.
Хотя определение границ Шордитча было вполне фиксированным, в последние годы восприятие размылось; это стало возможным после того, как столичный район Шордитч объединился с некоторыми из своих соседей, став южной частью лондонского района Хакни в 1965 году. Расположение бывшей станции метро «Шордитч» (закрыта в 2006 году), в 400 метрах от собственно Шордитча, в близлежащих районах Бетнал-Грин и Тауэр-Хэмлетс, повлияло на этот сдвиг. Подземку заменила железнодорожная станция «Шордитч-Хай-стрит», которая проходит по границе района.

## Управление

Карта, показывающая части (приходы) столичного района Шордитч в том виде, в каком они появились в 1916 году.

Шордитч был административной единицей с постоянными границами со средневековья до его слияния с лондонским районом (боро) Хакни в 1965 году. Существовал на протяжении многих веков как древний приход Шордич (Сент-Леонардс), входящий в состав графства Мидлсекс.
Приходы в Мидлсексе были сгруппированы в Сотни, а Шордитч стал частью Сотни Оссулстоуна. Быстрый рост населения вокруг Лондона привел к тому, что в 1600-х годах Сотни разделились на несколько Управлений, а Шордитч стал частью Тауэрского Управления. Управление Тауэра было примечательно тем, что мужчины этого района имели обязаность военной службы в лондонском Тауэре – и служили еще до создания самих Управлений  - по соглашению, которое продлевалось до 1899 года.
Древний приход обеспечивал основу как для гражданских (административных), так и для церковных функций, но в течение девятнадцатого века произошло разделение на различные гражданские и церковные приходские системы. В Лондоне церковные приходы были разделены, чтобы лучше удовлетворять потребности растущего населения, в то время как гражданские приходы продолжали базироваться на тех же древних приходских территориях.
В гражданских целях Закон об управлении Метрополией 1855 года превратил приходскую территорию в новый Shoreditch District of the Metropolis (Шордитч район  Метрополии) с теми же границами, что и приход. Закон о правительстве Лондона 1899 года преобразовал эти территории в Метрополитенские районы, опять же на основе тех же границ, иногда с незначительными уточнениями. Районы современного Шордитча, Хокстона и Хаггерстона управлялись из ратуши Шордича, которую до сих пор можно увидеть на Олд-стрит. Ратуша была восстановлена и теперь находится в ведении трастового фонда.
В 1965 году Шордич был объединен со столичным районом Хакни и столичным районом Сток-Ньюингтон, образовав новый лондонский район Хакни.